# Kazuoclytus lautoides
Kazuoclytus lautoides là một loài bọ cánh cứng trong họ Cerambycidae.